# Виленская губерния
Ви́ленская губе́рния — административно-территориальная единица Российской империи. Губернский город — Вильна (ныне Вильнюс). В настоящее время большая часть территории в составе Беларуси, остальная, включая бывший губернский город, в составе современной Литовской республики.

## История
Образована 14 (25) декабря 1795 года после третьего раздела Речи Посполитой и присоединения к Российской империи западно-белорусских и литовских земель. Первоначально делилась на уезды Браславский, Виленский, Вилькомирский, Завилейский, Ковенский, Ошмянский, Россиенский, Тельшевский, Трокский, Упитский, Шавельский.

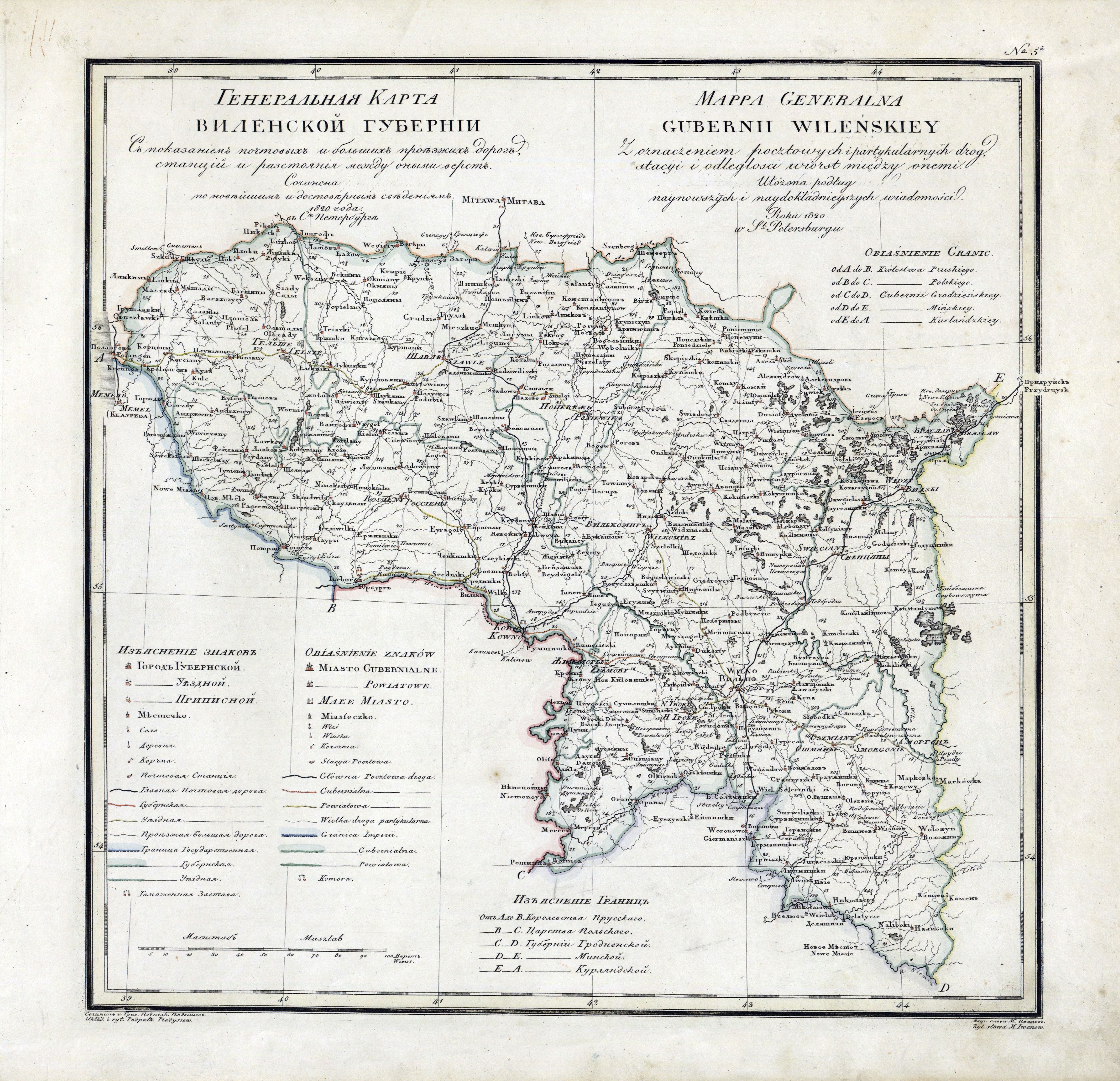
Виленская губерния в 1821 году

С 8 (19) августа 1796 года по 12 (23) декабря 1796 года являлось Виленским наместничеством. В ходе административно-территориальных реформ Павла I по указу от 12 декабря 1796 года в 1797 году наместничество слито со Слонимским наместничеством в одну Литовскую губернию с губернским правлением в Вильне.
При Александре I Литовская губерния в 9 (21) сентября 1801 года разделена на Виленскую губернию (до 1840 года называлась Литовско-Виленская губерния) и Гродненскую губернию (прежняя Слонимская губерния).
В 1836 году Браславский уезд был переименован в Новоалександровский, а Упитский в Поневежский. В 1842 году Завилейский уезд переименовали в Свенцянский.
18 (30) декабря 1842 года 7 уездов Виленской губернии (Ковенский, Поневежский, Шавельский, Тельшевский, Вилькомирский, Россиенский и Новоалександровский) образовали новую Ковенскую губернию. В составе Виленской губернии остались Виленский, Ошмянский, Свенцянский и Трокский уезды, а также переданные из Гродненской губернии Лидский и из Минской губернии — Вилейский и Дисненский уезды.
В начале 1920-х годов основная территория губернии вошла в состав Польши, небольшая часть вошла в состав независимой Литвы. Ныне территория губернии разделена между Беларусью (бо́льшая часть) и Литвой (меньшая часть с губернским центром).

## Административное деление
В начале XX века в состав губернии входило 7 уездов:
| Уезд        | Уездный город | Уездный город | Уездный город | Площадь, вёрст² | Население (1897), чел. |
| Уезд        | Герб          | Название      | Население     | Площадь, вёрст² | Население (1897), чел. |
| ----------- | ------------- | ------------- | ------------- | --------------- | ---------------------- |
| Вилейский   | Герб Вилейки  | Вилейка       | 3 560         | 5 591,2         | 208 013                |
| Виленский   | Герб Вильны   | Вильна        | 154 532       | 5 434,8         | 363 313                |
| Дисненский  | Герб Дисны    | Дисна         | 6 756         | 5 078,2         | 204 923                |
| Лидский     | Герб Лиды     | Лида          | 9 323         | 4 926,1         | 205 767                |
| Ошмянский   | Герб Ошмян    | Ошмяны        | 7 214         | 6 050,1         | 233 559                |
| Свенцянский | Герб Свенцян  | Свенцяны      | 6 025         | 4 593,8         | 172 231                |
| Трокский    | Герб Трок     | Троки         | 3 240         | 5 151,1         | 203 401                |

## Население

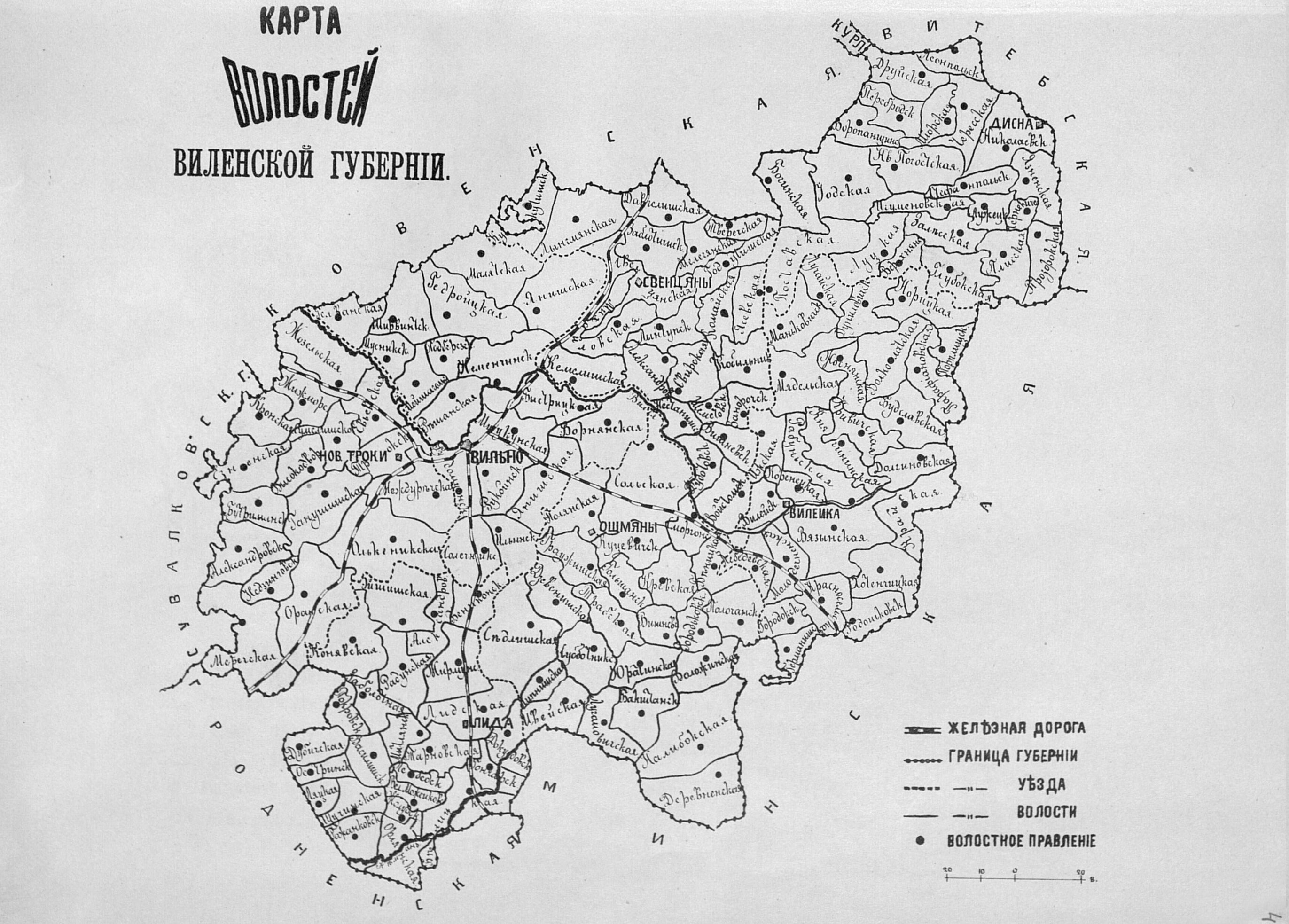
Волости Виленской губернии в 1890 году

### Численность

#### 1851[2]
| Уезды       | чел.    |
| Вилейский   | 104,226 |
| Виленский   | 152,101 |
| Дисненский  | 107,143 |
| Лидский     | 109,341 |
| Ошмянский   | 121,490 |
| Свенцянский | 96,833  |
| Трокский    | 96,251  |
| Всего       | 787,609 |

#### 1864
Этнический и религиозный состав населения по данным Статистической таблицы Западно-Русского края, по исповеданиям (Риттих А. Ф., 1864):
| Исповедания  | малороссы | белорусы | великороссы | поляки  | литовцы | жмудины | немцы | евреи  |
| ------------ | --------- | -------- | ----------- | ------- | ------- | ------- | ----- | ------ |
| Православные | 701       | 147 504  | 27 845      | —       | 27 985  | —       | —     | —      |
| Католики     | —         | 270 785  | —           | 154 386 | 182 288 | —       | —     | —      |
| Протестанты  | —         | —        | —           | —       | —       | —       | 891   | —      |
| Иудеи        | —         | —        | —           | —       | —       | —       | —     | 76 802 |

#### 1897
На 1897 год жителей 1591,2 тысяч человек, в том числе городского населения 198 тысяч человек. Из них католиков 59 %, православных 26 %.
Национальный состав в 1897 году
| Уезд             | белорусы | литовцы | евреи  | поляки | русские |
| ---------------- | -------- | ------- | ------ | ------ | ------- |
| Губерния в целом | 56,1 %   | 17,6 %  | 12,7 % | 8,2 %  | 4,9 %   |
| Вилейский        | 86,9 %   | …       | 9,5 %  | 2,5 %  | …       |
| Виленский        | 25,8 %   | 20,9 %  | 21,3 % | 20,1 % | 10,4 %  |
| Дисненский       | 81,0 %   | …       | 10,1 % | 2,4 %  | 5,9 %   |
| Лидский          | 73,2 %   | 8,7 %   | 12,0 % | 4,7 %  | 1,2 %   |
| Ошмянский        | 80,0 %   | 3,7 %   | 12,1 % | 1,7 %  | 2,3 %   |
| Свенцянский      | 47,5 %   | 33,8 %  | 7,1 %  | 6,0 %  | 5,4 %   |
| Трокский         | 15,7 %   | 58,1 %  | 9,5 %  | 11,3 % | 4,6 %   |

## Губернаторы

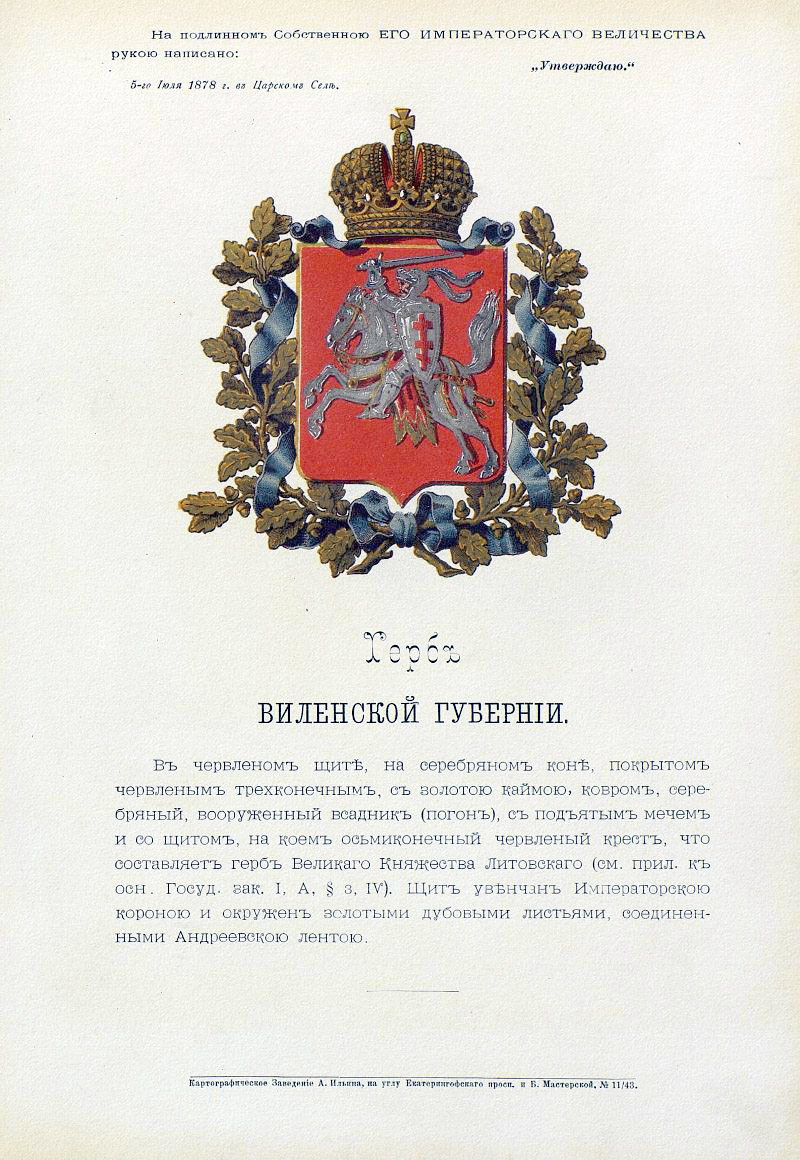
Герб губернии c оф.описанием, утверждённый Александром II (1878)

### Правитель
| Ф. И. О.                    | Титул, чин, звание | Время замещения должности |
| --------------------------- | ------------------ | ------------------------- |
| Тормасов Александр Петрович | генерал-поручик    | 04.1796—12.1796           |

### Губернаторы
| Ф. И. О.                            | Титул, чин, звание                                                           | Время замещения должности |
| ----------------------------------- | ---------------------------------------------------------------------------- | ------------------------- |
| Булгаков Яков Иванович              | действительный статский советник                                             | 06.01.1797—19.12.1799     |
| Фризель Иван Григорьевич            | действительный статский советник (тайный советник)                           | 19.12.1799—1801           |
| Ланской Дмитрий Сергеевич           | действительный статский советник                                             | 06.01.1802—06.12.1804     |
| Рикман Иван Севастьянович           | действительный статский советник                                             | 12.1804—12.1806           |
| Богмевский Прокопий Лукич           | действительный статский советник                                             | 18.12.1806—1808           |
| Брусилов Николай Иванович           | действительный статский советник                                             | 10.03.1808—15.10.1810     |
| Лавинский Александр Степанович      | действительный статский советник                                             | 24.03.1811—20.07.1816     |
| Друцкий-Любецкий Ксаверий Францевич | князь, действительный статский советник                                      | 20.07.1816—16.10.1823     |
| Горн Пётр Григорьевич               | действительный статский советник                                             | 16.10.1823—18.12.1830     |
| Обресков Дмитрий Михайлович         | статский советник                                                            | 18.12.1830—02.05.1832     |
| Доппельмайер Григорий Гаврилович    | статский советник                                                            | 03.05.1832—16.05.1836     |
| Бантыш-Каменский Дмитрий Николаевич | действительный статский советник                                             | 16.05.1836—15.03.1838     |
| Долгоруков Юрий Алексеевич          | князь, статский советник                                                     | 27.03.1838—20.10.1840     |
| Семёнов Алексей Васильевич          | действительный статский советник                                             | 20.10.1840—19.09.1844     |
| Жеребцов Николай Арсеньевич         | статский советник                                                            | 19.09.1844—08.09.1846     |
| Бегичев Михаил Львович              | действительный статский советник                                             | 23.09.1846—07.03.1851     |
| Россет Аркадий Иосифович            | генерал-майор                                                                | 14.03.1851—18.10.1857     |
| Похвиснев Михаил Николаевич         | действительный статский советник, и. д.                                      | 01.11.1857—17.04.1863     |
| Галлер Иван Владимирович            | генерал-майор                                                                | 17.04.1863—26.06.1863     |
| Панютин Степан Фёдорович            | тайный советник, и. д.                                                       | 28.06.1863—18.03.1868     |
| Шестаков Иван Алексеевич            | Свита Его Величества, контр-адмирал                                          | 18.03.1868—27.10.1869     |
| Стеблин-Каменский Егор Павлович     | действительный статский советник (тайный советник)                           | 02.11.1869—04.05.1882     |
| Жемчужников, Александр Михайлович   | действительный статский советник                                             | 16.07.1882—21.06.1885     |
| Гревениц Николай Александрович      | барон, действительный статский советник (тайный советник), гофмейстер        | 21.06.1885—04.11.1895     |
| Фрезе Александр Александрович       | генерал-лейтенант                                                            | 16.11.1895—24.05.1896     |
| Чепелевский Иван Ильич              | действительный статский советник                                             | 05.07.1896—24.05.1899     |
| Грузинский Николай Ильич            | светлейший князь, действительный статский советник, в должности егермейстера | 24.05.1899—02.10.1901     |
| Валь Виктор Вильгельмович           | генерал-лейтенант                                                            | 02.10.1901—15.09.1902     |
| Пален Константин Константинович     | граф, церемониймейстер, и. д.                                                | 20.09.1902—02.12.1905     |
| Татищев Сергей Сергеевич            | граф, надворный советник, и. д.                                              | 02.12.1905—02.06.1906     |
| Любимов Дмитрий Николаевич          | действительный статский советник                                             | 02.06.1906—07.05.1912     |
| Верёвкин Пётр Владимирович          | действительный статский советник                                             | 07.05.1912—1916           |
| Толстой Александр Николаевич        | граф, статский советник                                                      | 1916—1917                 |

### Губернские предводители дворянства
| Ф. И. О.                                  | Титул, чин, звание                                  | Время замещения должности |
| ----------------------------------------- | --------------------------------------------------- | ------------------------- |
| Тышкевич Людвиг Иосифович                 | граф, действительный тайный советник                | 1798—1801                 |
| Бржостовский Михаил-Иероним Станиславович | граф, тайный советник                               | 1801—1805                 |
| Чиж Гаспер Казимирович                    | статский советник                                   | 1805—1808                 |
| Сулистровский Казимир Алоизиев            | статский советник                                   | 1809—1813                 |
| Гедройц Иван Фаддеевич                    | князь, статский советник                            | 1813—1815                 |
| Рооп Феодор Фердинандович                 | статский советник                                   | 1815—1818                 |
| Ромер Михаил-Иосиф Степанович-Доминикович | действительный статский советник                    | 1818—1822                 |
| Карпь Евстафий-Карл Фелицианович          | статский советник                                   | 1822—10.02.1830           |
| Горский Осип-Людвиг-Викентий Адамович     | в звании камергера                                  | 10.02.1830—07.03.1833     |
| Забелло Игнатий Онуфриевич                | граф, надворный советник                            | 1833—1834                 |
| Марцинкевич-Жаба Иван Фомич               | действительный статский советник                    | 11.12.1834—06.03.1840     |
| Мостовский Эдуард Иосифович               | действительный статский советник                    | 26.08.1840—06.03.1843     |
| Минейко Фома Михайлович                   | надворный советник                                  | 13.04.1843—03.07.1846     |
| Пусловский Франц Войцехович               | действительный статский советник, камергер          | 05.07.1846—25.11.1855     |
| Домейко Александр Фаддеевич               | тайный советник                                     | 25.11.1855—28.09.1878     |
| Плятер де Броэль Адам Степанович          | граф, действительный статский советник, шталмейстер | 24.11.1878—1908           |
| Красовский Симон Аполлинарьевич           | надворный советник                                  | 12.01.1909—1917           |

### Вице-губернаторы
| Ф. И. О.                            | Титул, чин, звание                                                           | Время замещения должности |
| ----------------------------------- | ---------------------------------------------------------------------------- | ------------------------- |
| Фризель Иван Григорьевич            | полковник                                                                    | 14.04.1796—12.1796        |
| Волков Николай Дмитриевич           | генерал-адъютант                                                             | 29.01.1797—1802           |
| Богмевский Прокопий Лукич           | действительный статский советник                                             | 30.03.1802—18.12.1806     |
| Багговут Владимир Фёдорович         | статский советник                                                            | 09.01.1807—28.05.1811     |
| Добринский Павел Михайлович         | статский советник                                                            | 28.05.1811—21.05.1812     |
| Бобятинский Михаил Трофимович       | коллежский советник                                                          | 21.05.1812—20.07.1816     |
| Платер-Зиберг Михаил Казимирович    | граф, коллежский асессор                                                     | 20.07.1816—19.07.1819     |
| Горн Пётр Григорьевич               | действительный статский советник                                             | 19.07.1819—16.10.1823     |
| Бобятинский Михаил Трофимович       | коллежский советник                                                          | 24.11.1823—30.10.1824     |
| Листовский Игнат Николаевич         | действительный статский советник                                             | 30.10.1824—20.05.1832     |
| Таубе Пётр Иванович                 | барон, действительный статский советник                                      | 20.05.1832—15.03.1835     |
| Сарди Михаил Сергеевич              | коллежский советник                                                          | 15.03.1835—27.03.1838     |
| Трубецкой Алексей Иванович          | коллежский советник                                                          | 27.03.1838—20.01.1840     |
| Наврозов Владимир Матвеевич         | надворный советник                                                           | 20.01.1840—15.05.1848     |
| Порай-Лонтковский Семён Онуфриевич  | статский советник                                                            | 15.05.1848—05.02.1849     |
| Пельский Владимир Петрович          | коллежский советник                                                          | 05.02.1849—01.09.1855     |
| Дурново Николай Сергеевич           | надворный советник, и. д.                                                    | 17.09.1855—07.04.1856     |
| Брауншвейг Рудольф Иванович         | статский советник                                                            | 07.04.1856—20.04.1856     |
| Похвиснев Михаил Николаевич         | статский советник (действительный статский советник)                         | 20.04.1856—01.11.1857     |
| Набоков Иван Иванович               | в звании камергера, коллежский советник (действительный статский советник)   | 14.12.1857—12.07.1863     |
| Полозов Андрей Иванович             | надворный советник, и. д.                                                    | 12.07.1863—11.06.1865     |
| Шестаков Иван Алексеевич            | коллежский советник                                                          | 02.07.1865—07.07.1867     |
| Свечин                              | полковник, временно и. д.                                                    | 07.07.1867—03.05.1868     |
| Охременко Павел Яковлевич           | и. д. (утверждён 01.01.1869), действительный статский советник               | 03.05.1868—14.03.1886     |
| Погодин Пётр Григорьевич            | надворный советник (коллежский советник)                                     | 14.03.1886—17.06.1888     |
| Петров Василий Васильевич           | действительный статский советник                                             | 17.06.1888—04.08.1889     |
| Скалон Евстафий Николаевич          | действительный статский советник                                             | 04.08.1889—25.10.1894     |
| Чепелевский Иван Ильич              | действительный статский советник                                             | 28.11.1894—05.07.1896     |
| Грузинский Николай Ильич            | светлейший князь, действительный статский советник, в должности егермейстера | 23.07.1896—24.05.1899     |
| Леонтьев Иван Сергеевич             | статский советник, в звании камергера                                        | 17.06.1899—14.03.1901     |
| Балясный Константин Александрович   | статский советник                                                            | 14.03.1901—20.09.1902     |
| Долгово-Сабуров Александр Сергеевич | действительный статский советник                                             | 07.10.1902—31.10.1904     |
| Безобразов Александр Фёдорович      | коллежский советник                                                          | 31.10.1904—02.12.1905     |
| Подъяконов Александр Филадельфович  | действительный статский советник                                             | 02.12.1905—1917           |

## Галерея

Виленская губерния после 1843
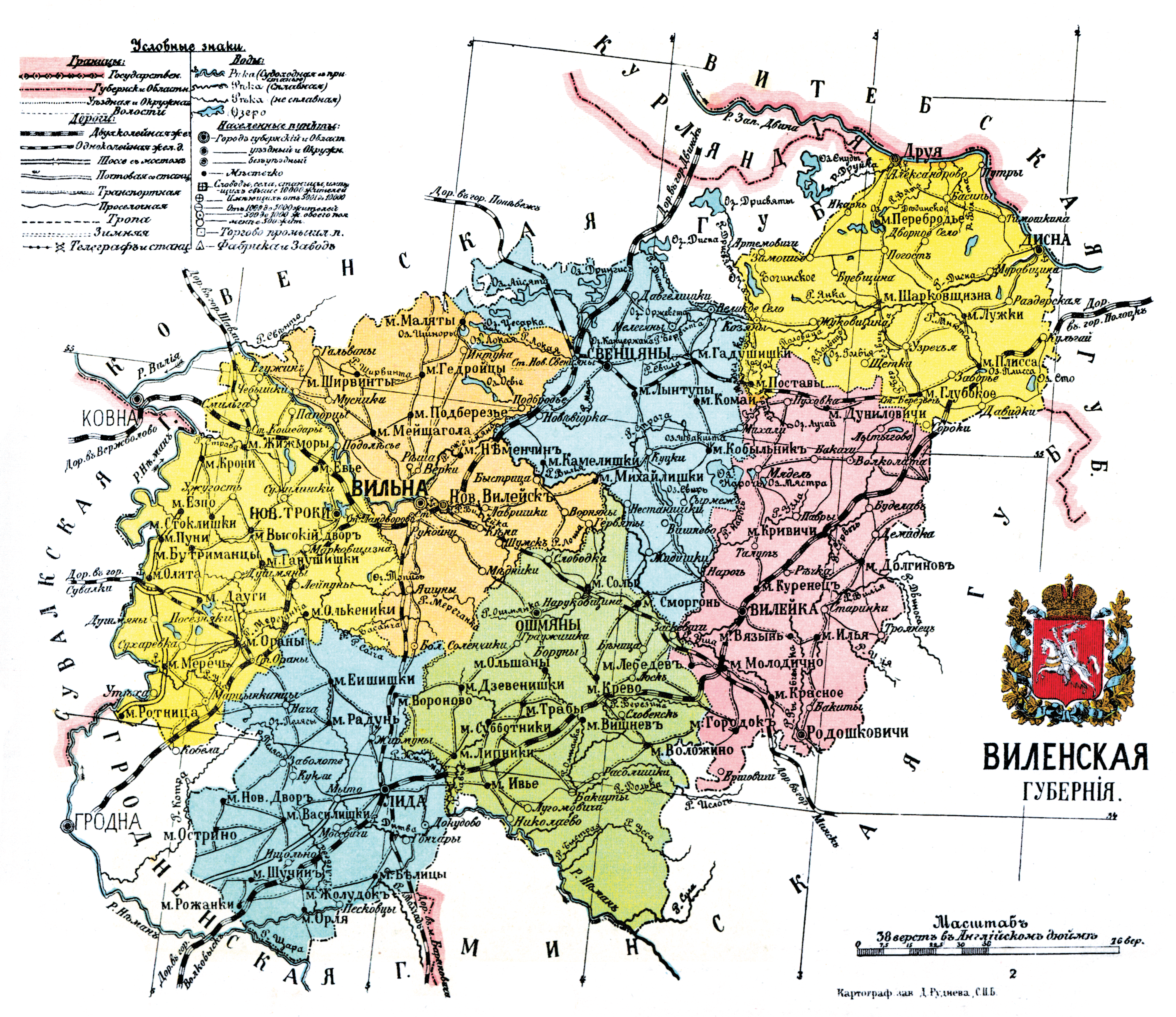
Уезды Виленской губернии